# Philip Hauge Abelson
Philip Hauge Abelson (* 27. April 1913 in Tacoma, Washington; † 1. August 2004 in Bethesda, Maryland) war ein US-amerikanischer Physiker und Chemiker. Er spielte eine bedeutende Rolle bei der Entwicklung der Atombombe und war außerdem an der Erzeugung des ersten synthetischen Elements (Neptunium) beteiligt. Später war er Geophysiker und Herausgeber von Science.

## Leben
Abelson studierte am Washington State College (Bachelor-Abschluss 1933 und Master-Abschluss in Physik 1935) und an der University of California, Berkeley, an der er 1939 bei Ernest O. Lawrence promoviert wurde. Zwischen 1939 und 1941 arbeitete er an der Carnegie Institution for Science in Washington, D.C. 1940 assistierte er Edwin Mattison McMillan bei dem Beschuss von Uran mit Neutronen, was zu einem neuen Element, dem silberfarbenen Metall Neptunium, führte. Neptunium war das erste Element, dessen Atommasse über derjenigen des Urans liegt und das erste synthetisch hergestellte überhaupt. Später fand man kleine Mengen davon in natürlicher Umgebung.
1941 ging Abelson an das Naval Research Laboratory in Washington, D.C. Er wurde von dort zum Manhattan-Projekt abkommandiert, wo er den Thermophoreseprozess zur Uran-Anreicherung mit dem Ausgangsstoff Uranhexafluorid entwickelte und damit die Voraussetzungen für Kernreaktoren und Kernwaffen schuf. Nach dem Zweiten Weltkrieg kehrte er zunächst an das Naval Research Laboratory zurück und wurde Chef-Physiker, ging aber bereits 1946 zum Carnegie Institute. 1946 bis 1953 leitete er dort die Abteilung Biophysik im Department of Terrestrial Magnetism. 1953 wurde er dort Direktor des Geophysikalischen Labors und 1971 bis 1978 Präsident des Instituts (danach war er dort Trustee). Von 1962 bis 1984 war Abelson Chefredakteur der Wissenschaftszeitschrift Science. 1972 bis 1974 war er Präsident der American Geophysical Union.
Abelson beschäftigte sich auch kurz nach dem Krieg mit ersten Untersuchungen für die Entwicklung nukleargetriebener Unterseeboote und propagierte die friedliche Nutzung der radioaktiven Isotope. So nutzte er ein Verfahren, das den Nachweis von Aminosäuren in Fossilien verschiedenen Alters und von Fettsäuren in mehr als 1 Milliarde Jahre altem Gestein ermöglichte.
Philip Hauge Abelson wurde 1972 mit dem Kalinga-Preis für die Popularisierung der Wissenschaft ausgezeichnet, 1974 mit dem AMA Scientific Achievement Award. 1987 erhielt er die National Medal of Science und 1996 den Vannevar Bush Award der National Science Foundation. Er war seit 1959 Mitglied der National Academy of Sciences. 1958 wurde er in die American Academy of Arts and Sciences gewählt. Seit 1949 war er Fellow der American Physical Society und seit 1961 gewähltes Mitglied der American Philosophical Society. Abelson war mehrfacher Ehrendoktor (u. a. Yale 1964, Duke University, University of Pittsburgh, Tufts University).

## Ehrungen
Seit 1985 wird von der American Association for the Advancement of Science der AAAS Philip Hauge Abelson Prize an Wissenschaftler und andere Personen vergeben, die wesentlich zum Fortschritt der Wissenschaft in den Vereinigten Staaten beigetragen haben.
Ein 1969 durch Lawrence C. Trudell erstbeschriebenes Mineral erhielt ihm zu Ehren den Namen Abelsonit.